# Team Gävle HF
Team Gävle HF var en ishockeyklubb som bildades ur spillrorna av S/G Hockey. Grundarna till S/G hockey, Strömsbro IF  och Gävle GIK, drog sig båda ur samarbetet och började om i division 4. S/G hockey slogs då ihop med Brynäs IF:s ungdomssektion och höll platsen i division 1 under några år med namnet Team Gävle HF. 1996 slogs laget ihop med Gävle GIK och började spela i division 2.